# Pallattūr
Pallattūr är en ort i Indien.   Den ligger i distriktet Sivaganga och delstaten Tamil Nadu, i den södra delen av landet, 2 100 km söder om huvudstaden New Delhi. Pallattūr ligger 105 meter över havet och antalet invånare är 8 186.
Terrängen runt Pallattūr är platt. Runt Pallattūr är det tätbefolkat, med 308 invånare per kvadratkilometer. Närmaste större samhälle är Kāraikkudi, 9,6 km söder om Pallattūr. Omgivningarna runt Pallattūr är en mosaik av jordbruksmark och naturlig växtlighet.